# Selecció de bàsquet de la Costa d'Ivori
La selecció de bàsquet de Costa d'Ivori és l'equip de bàsquet que representa a Costa d'Ivori en les competicions internacionals. Està adscrit a FIBA Àfrica.

## Classificacions

### Campionats mundials
- 1982 - 13
- 1986 - 23
- 2010 - 21
- 2019 - 29
- 2023 - 27

### Campionats africans
- 1968 - 6
- 1972 - 10
- 1978 -  2
- 1980 -  2
- 1981 -  1
- 1983 - 4
- 1985 -  1
- 1987 - 7
- 1989 - 5
- 1992 - 11
- 1993 - 6
- 1995 - 7
- 1997 - 8
- 1999 - 8
- 2001 - 8
- 2003 - 10
- 2005 - 10
- 2007 - 8
- 2009 -  2
- 2011 - 4
- 2013 - 4
- 2015 - 12
- 2017 - 14
- 2021 -  2